# Groupe lezghique
Le groupe lezghique est une des sept branches de la famille des langues nakho-daghestaniennes.

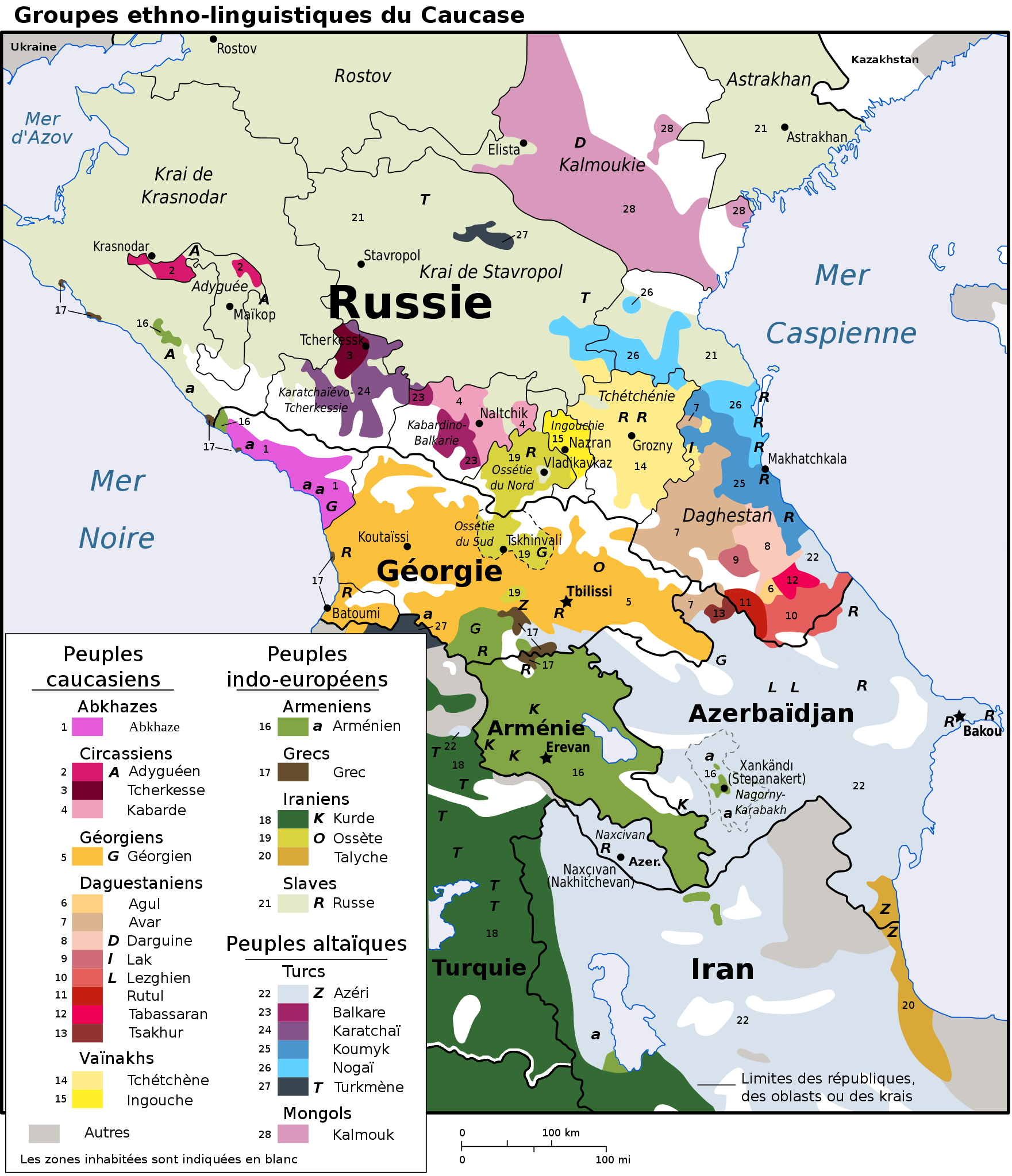
Ethnies et langues au Caucase.

## Composition
Il comprend les langues suivantes :
- artchi (au Daghestan, plus au Nord)
- groupe du bassin du Samour (fleuve frontière entre l'Azerbaïdjan et le Daghestan russe) :
  - groupe du Samour occidental (davantage influencé par l'ancien arménien et l'ancien géorgien) :
    - routoul (ou rutul) :
      - groupe dialectal Borch
      - groupe dialectal Ixreko-Muxrek
      - groupe dialectal Shina (du Nakh-Daghestan)

    - tsakhour (ou tsakhur) :
      - groupe dialectal Kirmico-Lek
      - groupe dialectal Mikik
      - groupe dialectal Misles

  - groupe du Samour méridional (davantage influencé par l'ancien persan) :
    - budukh (ou budugh) :
      - groupe dialectal Budukhi
      - groupe dialectal Yergyuch

    - kryz (ou parfois kryts) :
      - groupe dialectal Alyk
      - groupe dialectal Dzhek (djek)
      - groupe dialectal Kryts
      - groupe dialectal Xaput (khaput)
      - groupe dialectal Yergyudzh

  - groupe du Samour oriental (dans la région du delta au bord de la mer Caspienne, le plus parlé, davantage influencé par l'ancien persan et les langues caucasiennes du nord) :
    - groupe oudi-albanien :
      - albanien (ou aghouanais, plus rarement aghbanien, souvent appelée ancien oudi, ou improprement albanais caucasien) (†) (la langue était transcrite dans un ancien alphabet albanien, adapté de l'ancien arménien et utilisé du IVe au VIIIe siècle apr. J.-C. ; la langue a disparu à partir du VIIe siècle apr. J.-C. à la suite des invasions islamiques persanes, il ne reste que des écritures bibliques et ornementales partiellement déchiffrées, cependant elle pourrait avoir continué à être utilisée de façon rituelle par les chrétiens jusqu'au XIIe siècles, même si leur langue a ensuite beaucoup changé)
      - oudi (ou udi) (langue vivante minoritaire héritière de l'ancien albanien, même si elle est entièrement islamisée et a beaucoup emprunté aux langues turques et persanes)

    - groupe tabassaran-agul-lezghien :
      - agul :
        - groupe dialectal agul (proprement dit)
        - groupe dialectal qoshan (sa classification en tant que langue séparée est discutée)

      - tabassaran (ou tabassaran) :
        - groupe dialectal tabassaran du nord
        - groupe dialectal tabassaran du sud

      - lezghien (ou lezghine, lezgi) (langue la plus parlée du groupe lezghique) :
        - groupe dialectal Akhty
        - groupe dialectal Anykh
        - groupe dialectal Garkin
        - groupe dialectal Gjunej
        - groupe dialectal Kiuri
        - groupe dialectal Kubachi
        - groupe dialectal Quba
        - groupe dialectal Stal